# Christmaseilandmerel
De christmaseilandmerel (Turdus erythropleurus) is een zangvogel uit de familie Turdidae (lijsters). Eerder werd deze vogel beschouwd als een ondersoort van de eilandmerel (T. poliocephalus).

## Verspreiding en leefgebied
Deze vogel is endemisch op Christmaseiland, een Australische eiland in de Indische Oceaan ten zuiden van Java.